# Hans R. Camenzind
Hans R. Camenzind (1934 – 8 de agosto de 2012) fue un ingeniero electrónico suizo, conocido por inventar el Circuito integrado 555 en 1970, así como otras 20 patentes. Hans escribió numerosos libros y artículos técnicos. y fue profesor en la Universidad de Santa Clara.
Hans Camenzind nació y se crio en Suiza. Después de graduarse en 1960, Camenzind se muda a los Estados Unidos. Recibió su Master en Ingeniería en la Universidad Northeastern y un master en Administración de Negocios en la Universidad de Santa Clara. Después de muchos años investigando en el área de Boston, se mudó a la Costa Este para unirse a Signetics (adquirida por Philips Semiconductors, ahora NXP Semiconductors) y empezó su propia compañía, Interdesign. Después de liderarla por siete años él vendió Interdesign a Ferranti. Luego de la venta de Interdesign, Hans se convirtió en un consultor independiente de diseño de circuitos integrados. 
Durante su carrera escribió tres libros, diseñó el primer amplificador Clase D, introdujo el concepto de lazo de seguimiento de fase a los circuitos integrados, inventó los CI semipersonalizados y creó el circuito integrado 555. Diseñó un total de 140 circuitos integrados hasta 2006.
Su último libro, Much Ado About Almost Nothing (Mucho por hacer sobre casi nada), fue un libro orientado a la audiencia general sobre la historia de la electrónica, fue publicado en febrero de 2007.. Otras publicaciones de este autor incluyen Designing Analog Chips (Diseñando Chips Análogos).